# Amelia Coltman
Amelia Coltman, född 6 april 1996 i Melton Mowbray, är en brittisk skeletonåkare.

## Karriär
Vid EM 2025 i Lillehammer tog Coltman silver i damernas tävling.